# 2013年欧洲马肉冒充牛肉事件
2013年欧洲马肉冒充牛肉事件是2013年一個發生於歐洲的食品醜聞。牛肉的食品已被證明含有马肉（含量高達100％）和其他未申報的肉類，如豬肉。據報導，2013年1月時，在英國和愛爾蘭超市出售的冷凍牛肉食品中被發現含有馬的DNA。

## 事件歷程
2013年1月15日，英國發現超市販賣的、由歐洲跨國肉品商Findus進口的牛肉裡混有馬肉，而在英國，馬肉被法令禁止作為食物。隨後在愛爾蘭的超市牛肉也驗出馬肉成分。
2月7日，總公司在瑞典的歐洲跨國肉類食品商Findus（在瑞士的名稱是雀巢：Nestlé）公佈，他們從進口到瑞典和英國的牛肉中抽樣18件，11件驗出有馬肉成分，而且成分比例在60－100%之間，也就是說馬肉還比牛肉多。這些肉品是由法國的Comigel公司製造，而Comigel是從另一家法國原料商Spranhero進貨牛肉，Spranghero又是從賽普勒斯的Draap Trading公司進貨。Draap Trading公司是由一家設立在英屬維京群島的投資公司設立，這間投資公司屬於一位荷蘭人Jan Fasen，這位荷蘭商人在2012年就因從南美洲向歐洲進口虛偽標示為牛肉的馬肉，而被一審判處3年有期徒刑。

## 資訊
- breakingnews.ie - Horsemeat in burgers（页面存档备份，存于）, picture gallery